# Latarnia Morska Ustka
Latarnia Morska Ustka – latarnia morska na polskim wybrzeżu Bałtyku, położona w mieście Ustka (powiat słupski, województwo pomorskie).
Znajduje się pomiędzy Latarnią Morską Jarosławiec a Latarnią Morską Czołpino.

## Informacje ogólne
Latarnia jest administrowana przez Urząd Morski w Gdyni (przed 1 kwietnia 2020 roku przez Urząd Morski w Słupsku). W 1993 roku wpisana do rejestru zabytków nieruchomych województwa pomorskiego.

## Dane techniczne
- Wysokość wieży: 19,50 m
- Wysokość światła: 22,20 m n.p.m.
- Zasięg nominalny światła: 18 Mm (33,336 km)
- Charakterystyka światła: Przerywane
  - Światło: 4,0 s
  - Przerwa: 2,0 s
  - Okres: 6,0 s
- Soczewka cylindryczna – średnica: 1000 mm
- Moc żarówki: 1000 W

## Historia
Ze względu na trudne wejście do portu, a szczególne rozmieszczenie jego główek, w 1871 roku postawiono przy stacji pilotów 11 metrowy maszt, na który wciągano lampę naftową z soczewką Fresnela. Dawała ona stałe, czerwone światło o zasięgu 6 Mm.
Obecna budowla została wzniesiona w 1892 roku. Składa się z murowanego budynku wykorzystywanego jako stacja pilotów oraz przylegającej do niego wysokiej na 19,5 m, ośmiokątnej wieży – latarni. Uroku jej dodaje ogromna liczba gzymsów, daszków oraz kilkanaście okien różnego rozmiaru. Na szczyt wieży prowadzą betonowe i metalowe schodki, a przez szyby galerii można obserwować układ soczewek. Zasięg światła zwiększył się do 18 Mm.
W 1904 roku zmieniono charakterystykę światła na białe, przerywane.
II wojna światowa nie wyrządziła szkody obiektom i już 15 listopada 1945 roku latarnia wznowiła pracę, jako latarnia morska Postomino. Nazwa ta nie przyjęła się i 1 stycznia 1947 roku powrócono do historycznej nazwy „Ustka”. Obecnie optykę latarni stanowi cylindryczna soczewka o średnicy 1000 mm, a źródłem światła jest 1000 W żarówka, umieszczona na dwupozycyjnym zmieniaczu.
Zabudowania przetrwały do XXI wieku bez większych zmian.
Latarnia nie jest dozorowana. 30 kwietnia 2010 roku zakończył służbę ostatni z usteckich latarników.
Latarnia udostępniona jest do zwiedzania – wstęp płatny.

## Galeria

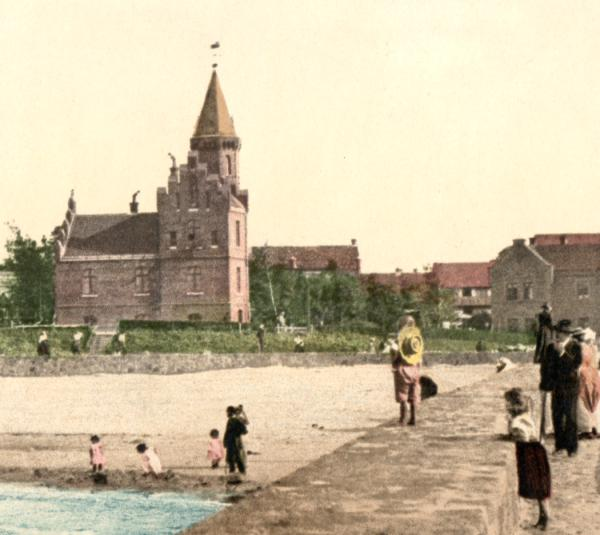
Latarnia Morska Ustka – 1890–1900
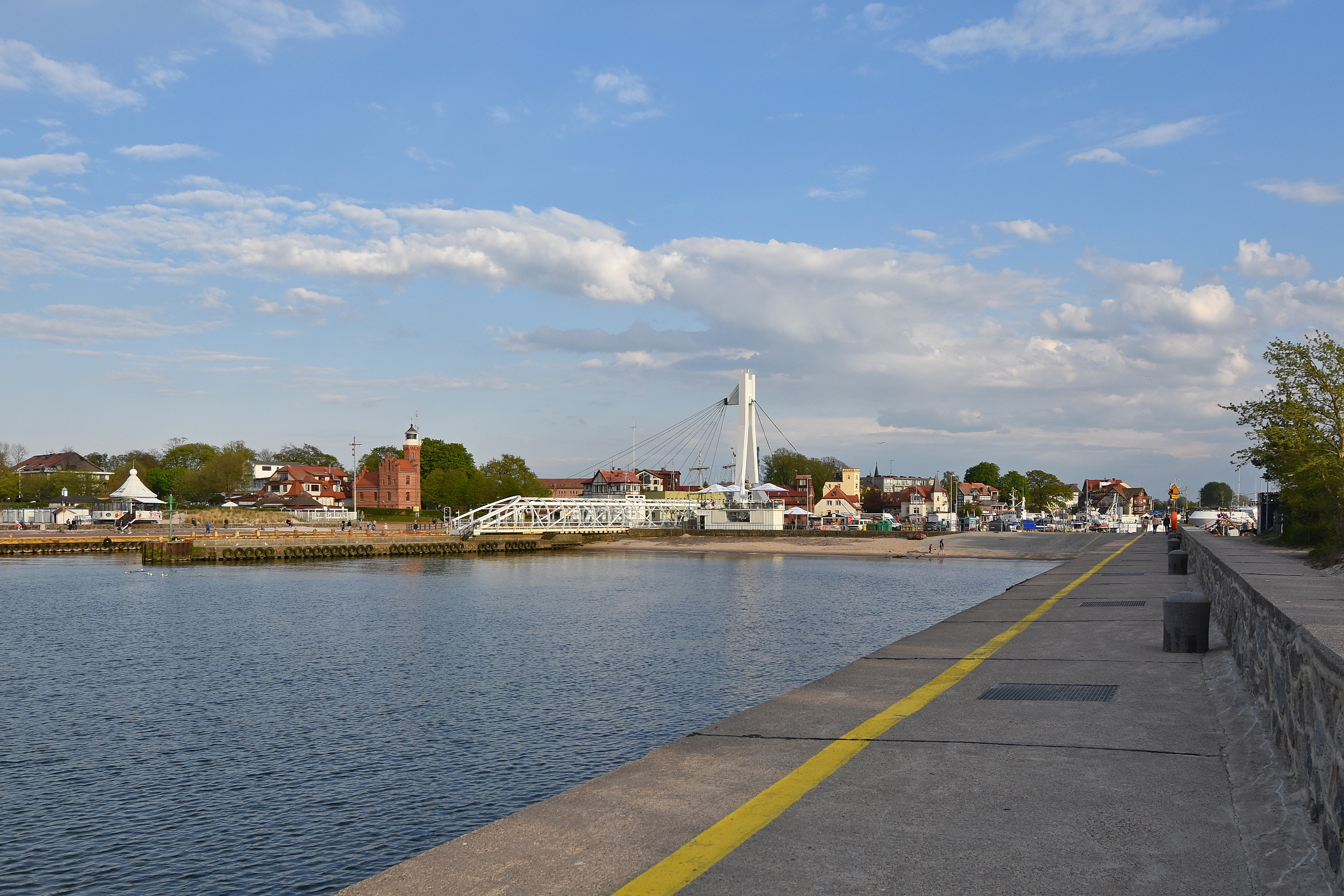
Widok na latarnię z falochronu zachodniego
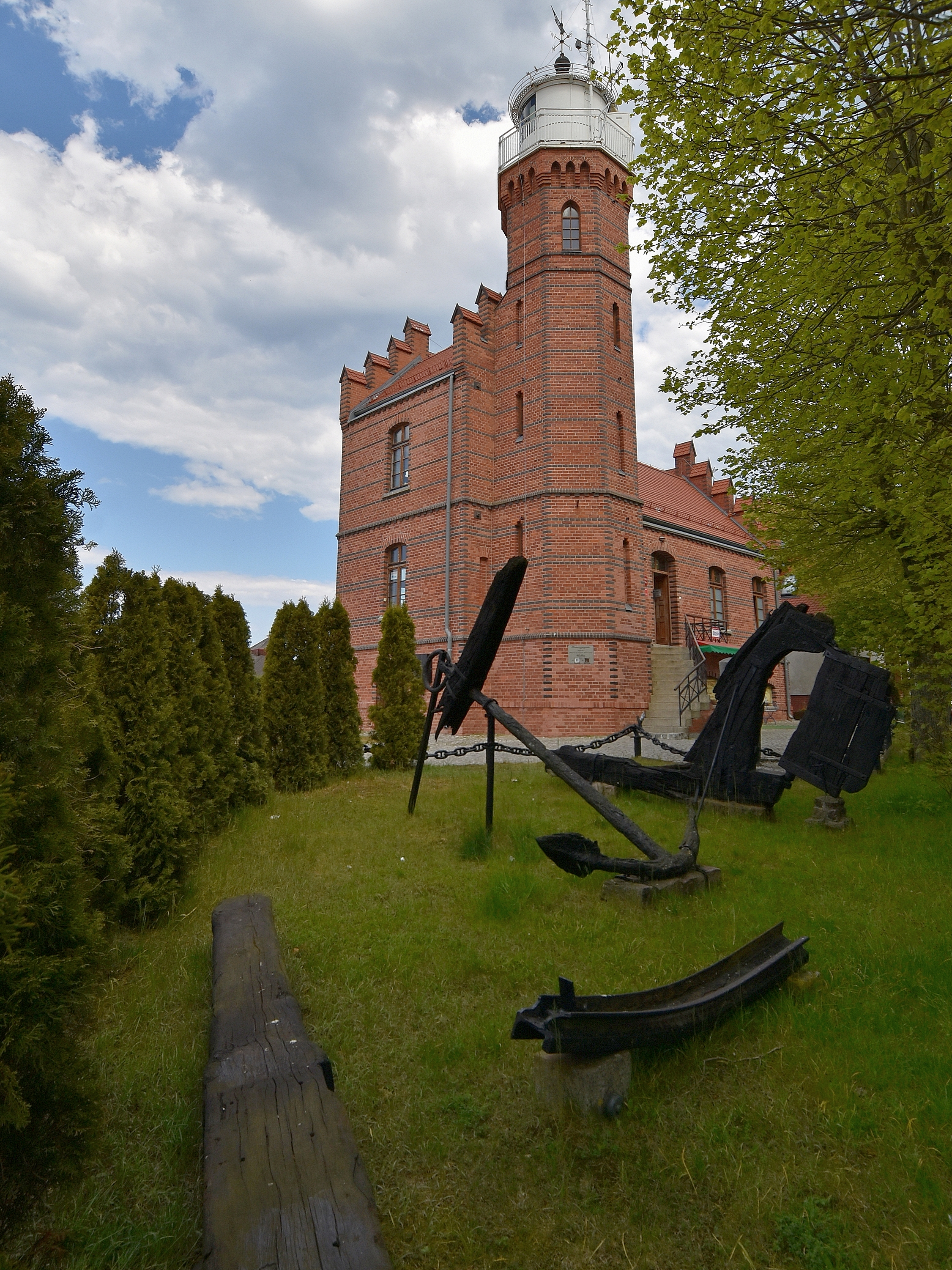
Otoczenie latarni
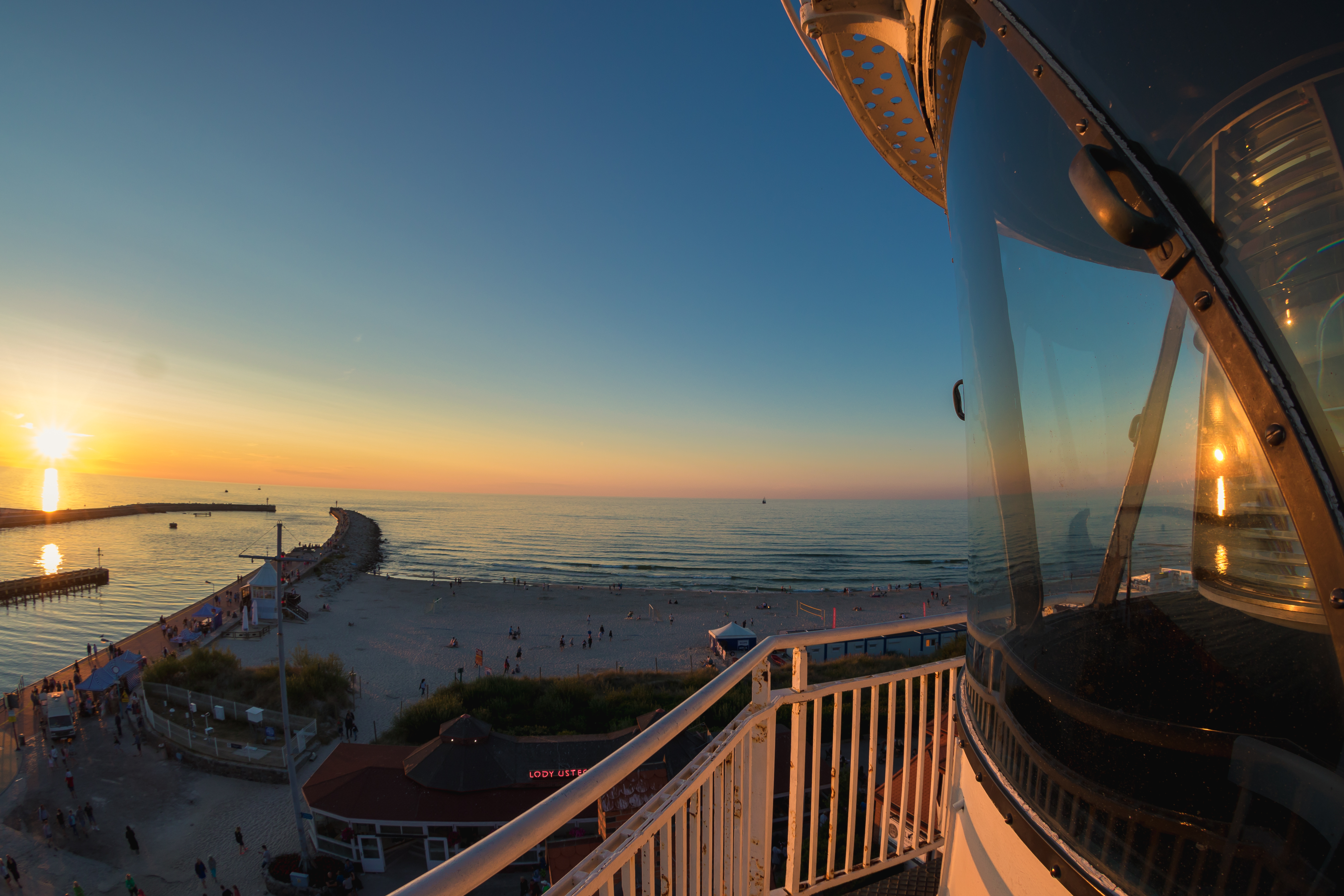
Widok z latarni w kierunku wejścia do portu
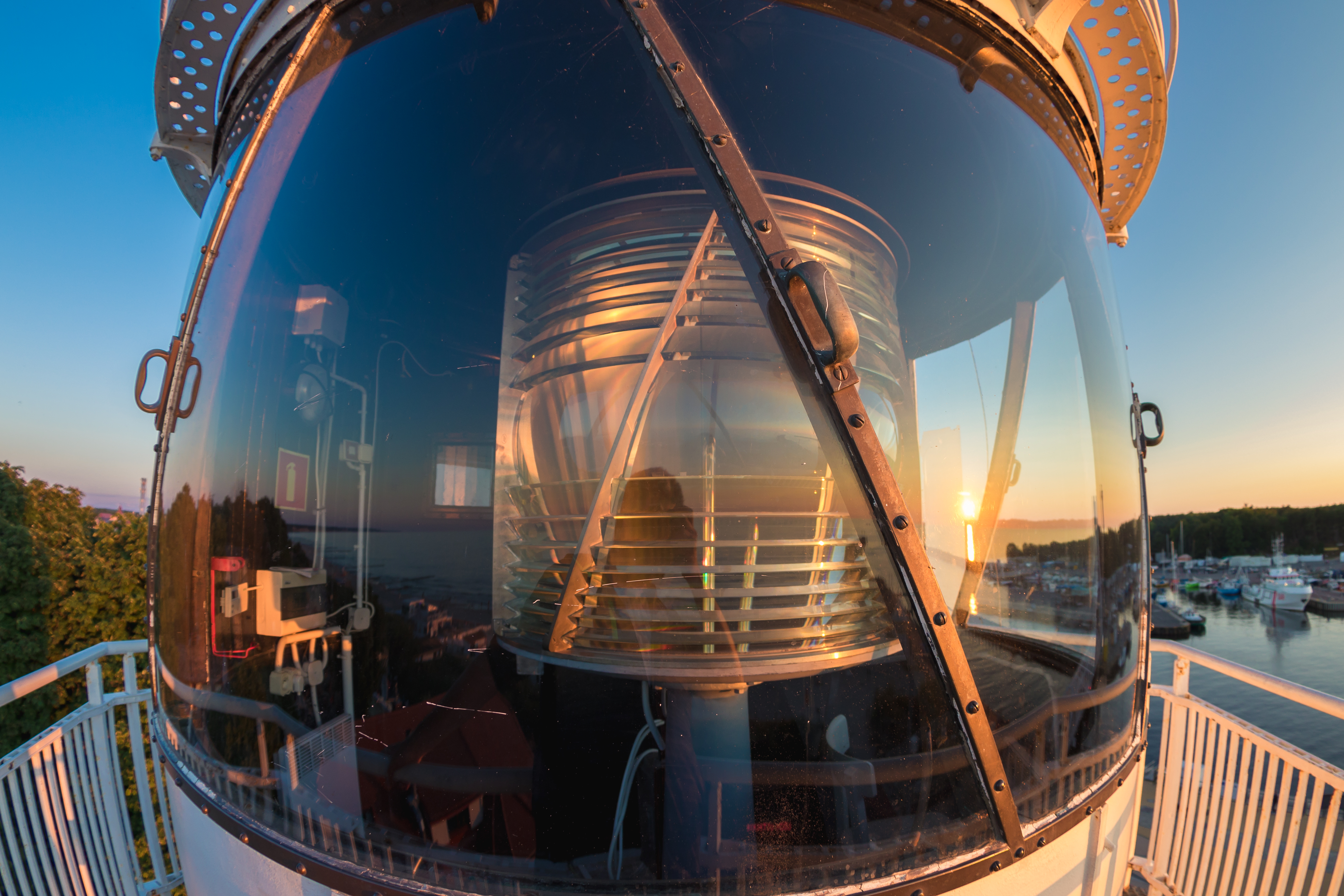
Latarnia i aparat optyczny
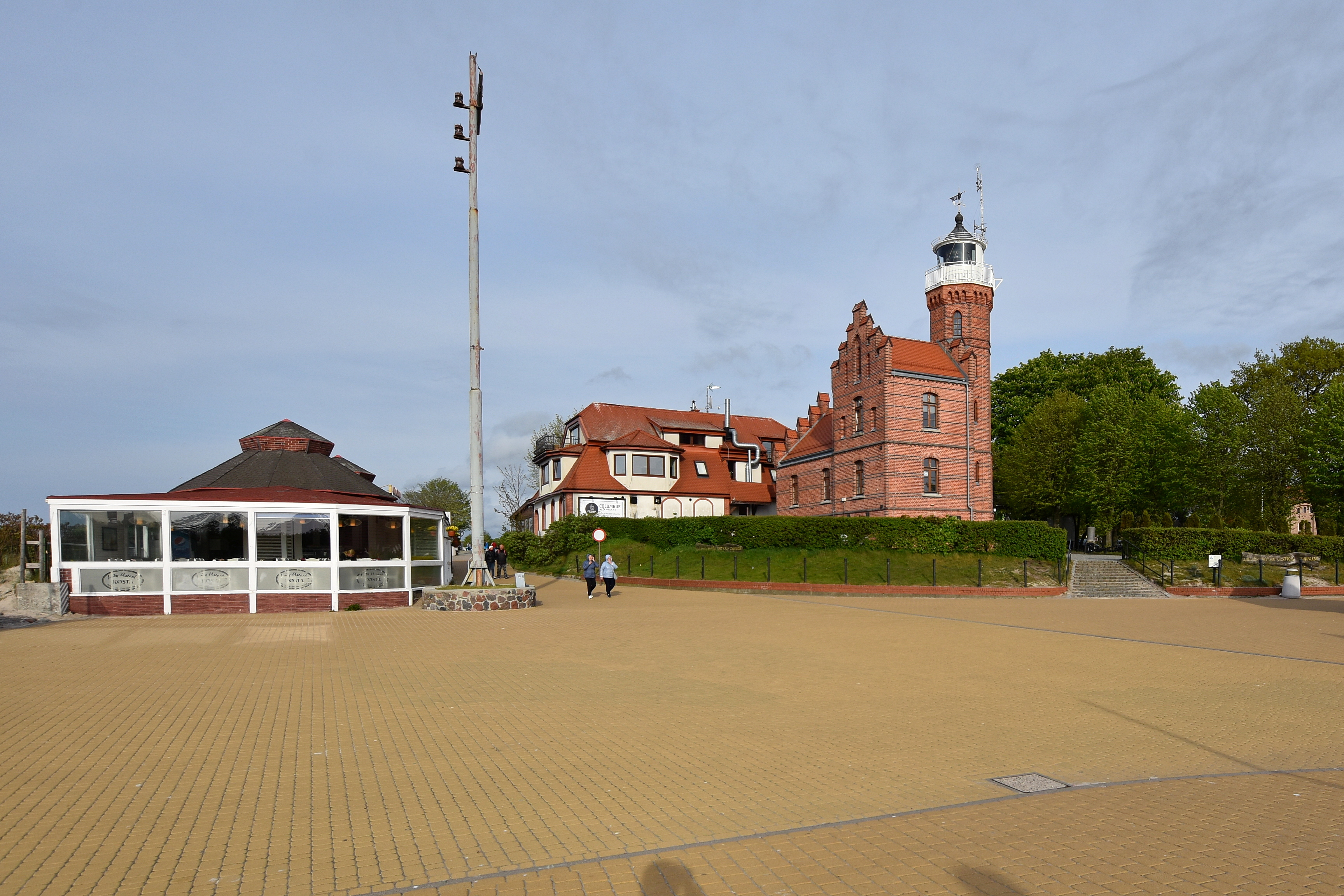
Widok ogólny
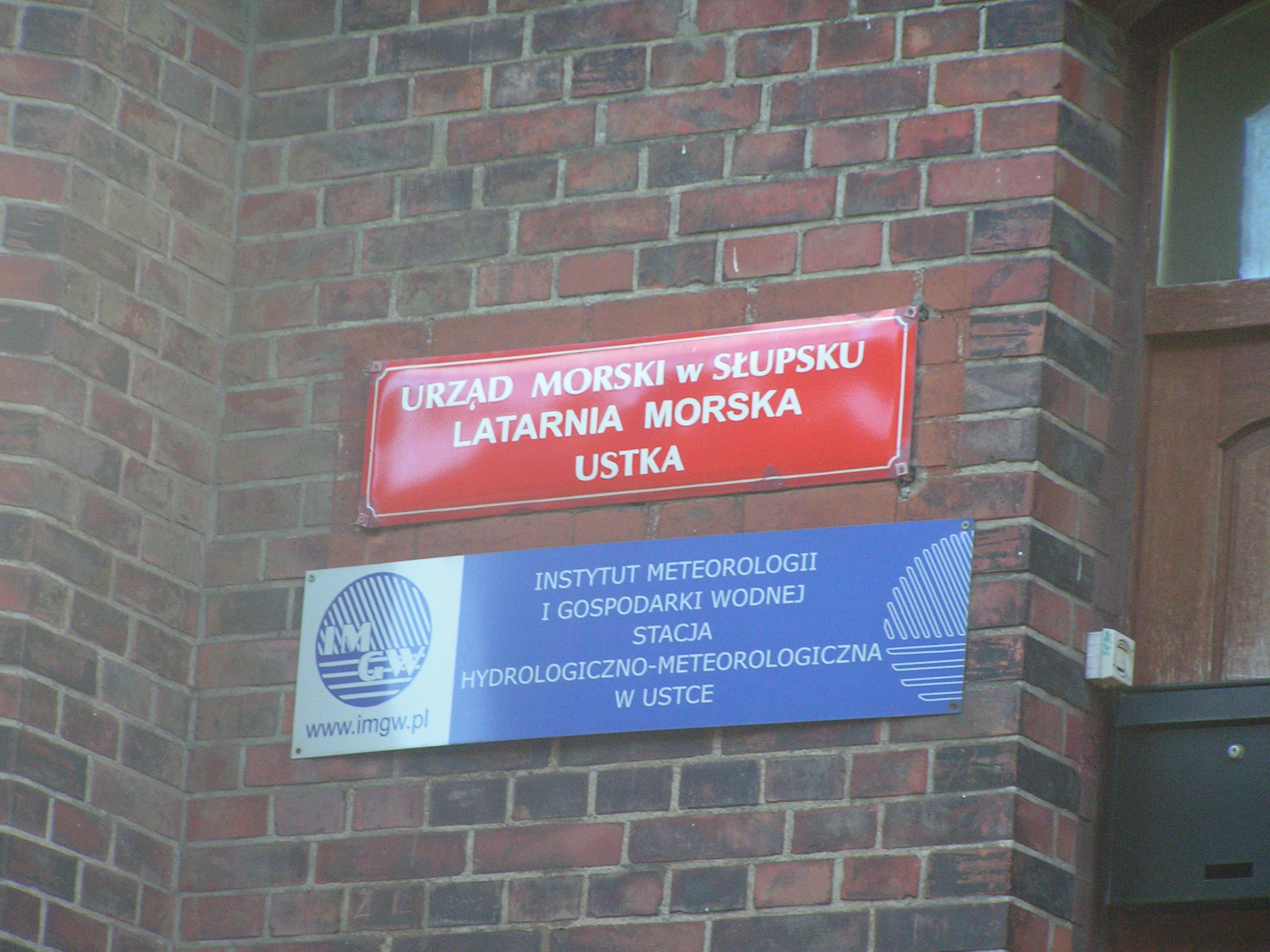
Tablice urzędowe